# Psychotria brachyandra
Psychotria brachyandra là một loài thực vật có hoa trong họ Thiến thảo. Loài này được Müll.Arg. miêu tả khoa học đầu tiên năm 1881.